# Liste der Bischöfe und Erzbischöfe von Perugia
Die folgenden Personen waren Bischöfe und Erzbischöfe von Perugia (Italien):

## Bischöfe von Perugia
- Heiliger Constantius (2.–3. Jh.)
- Heiliger Decentius (um 250)
- Heiliger Herculanus (um 290 – 310)

- Julianus (?)

- Maximinianus (499–502)
- Herculanus († 549)
- Johannes (546 – 565)
- Aventius (591 – 602)
- Venantius (.. – 604)
- Laurentius (649)
- Benedictus oder Benenatus (679)
- Heiliger Asclepiadorus (um 700)
- Gaudentius (743)
- Epiphanius (761)
- Theodoricus (826)
- Benedictus (853)
- Lanfridius (861)
  - Benedictus (879 ?)
- Teobaldus (887)
- Rogericus (936)
- Honestus (965), weihte den Dom St. Laurentii
- Conon II. (998/999 – 1031)
- Andreas (1033 – 1036)
- Leo Bovus (1048)
- Otticarius (1052 – 1053)
- Petrus (1054)
- Hubertus (1057)
- Gothifredus (1059 – 1084)
- Johannes II. (1105)
- Januarius (1120 – 1126)
- Rudolf Armanni des Staffa (1127 – 1140)
- Johannes III. (1146)
- Rudolf II. (1154 – 1160)
  - Johannes IV. (1163)
- Vivianus (1179 – 1205)
- Johannes Toscolani (1206 – 1231)
- Salvius Salvi (1231 – 1244)
- Benedikt IV. (1244 – 1248)
- Frigerius Chiusi (1248 – 1250)
- Benauditus oder Benenatus (1250 – 1253)
- Bernard Corio (1253 – 1287)
- Johannes V. (1288 – 1290)
- Bulgaro Montemelini (1291 – 1312)
- Francesco Poggi (1312 – 1331)
- Ugolino Guelfoni (1331 – 1337)
- Francesco Graziani (1338 – 1352)
- Andrea Bontempi (1352 – 1390), Kardinal
- Agostino Napolitano (1390 – 1404) (auch Bischof von Spoleto)
- Edoardo Michelotti (1404 – 1411)
- Antonio Michelotti (1412 – 1434)
- Andrea Giovanni Baglioni (1434 – 1449)
- Jacopo Vannucci (1449 – 1482, † 1487)
- Dionisio Vannucci (1482 – 1491)
- Geronimo Balbano (1491 – 1492)
- Juan Kardinal López (1492–1498; 1499–1501), Administrator
- Troilo Baglioni (1501 – 1503)
- Francesco Kardinal de Remolins (1503 – 1506), Administrator, Kardinal
- Antonio Kardinal Ferrer (1506 – 1508), Kardinal
- Matteo Baldeschi (1508 - 1509)
- Agostino Kardinal Spinola (1509 - 1529), Kardinal
- Carlo Spinola (1529 - 1535)
- Giacomo Kardinal Simonetta (1535 – 1538), Kardinal
- Francesco Bernardino Simonetta (1538 - 1550)
- Fulvio Della Corgna (1550 – 1553)
- Ippolito Della Corgna (ab 1553)
- Giulio Oradini (ab 1562)
- Fulvio Kardinal Della Corgna (1564 – 1574), 2. Mal, Kardinal
- Francesco Bossi (1574 – 1579) (auch Bischof von Novara)
- Vincenzo Ercolani (1579 – 1586)
- Antonio Maria Kardinal Galli (1586 – 1591), Kardinal
- Napoleone Comitoli (1591–1624)
- Cosimo Kardinal de Torres (1624 - 1634), Kardinal, auch Erzbischof von Monreale
- Benedetto Kardinal Ubaldi (1634 – 1643), Kardinal
- Orazio Monaldi (1643 – 1656)
- Vakanz (1656 – 1659)
- Marcantonio Oddi (1659 – 1668)
- Lucalberto Patrizi (1669 – 1701)
- Antonio Felice Marsili (1701 – 1710)
- Vitale Giuseppe de’ Buoi (1711 – 1726)
- Marco Antonio Kardinal Ansidei (1726 – 1730), Kardinal
- Francesco Riccardo Ferniani (1730 – 1762)
- Filippo Amadei (1762 – 1775)
- Alessandro Maria Odoardi (1775 – 1805)
- Camillo Campanelli (1804 – 1818)
- Carlo Filesio Cittadini (1818 – 1845)
- Vincenzo Gioacchino Kardinal Pecci (1846 – 1878), Kardinal, danach Papst Leo XIII.
- Federico Pietro Foschi (1880 – 1882)

## Erzbischöfe von Perugia
- Federico Pietro Foschi (1882–1895)
- Dario Mattei-Gentili (1895–1910)
- Giovanni Beda Cardinale OSB (1910–1922)
- Giovanni Battista Rosa (1922–1942)
- Mario Vianello (1943–1955)
- Pietro Parente (1955–1959)
- Raffaele Baratta (1959–1968)
- Ferdinando Lambruschini (1968–1981)
- Cesare Pagani (1981–1986)

## Erzbischöfe von Perugia-Città della Pieve
Das Bistum Città della Pieve wurde 1986 mit dem Erzbistum Perugia vereinigt.
- Cesare Pagani (1986–1988)
- Ennio Antonelli (1988–1995)
- Giuseppe Chiaretti (1995–2009)
- Gualtiero Kardinal Bassetti (2009–2022)
- Ivan Maffeis (seit 2022)